# Fazenda Tocaia
A Fazenda Tocaia está localizada no município de Campo Maior, no estado de Piauí. É uma das únicas fazendas em forma de sobrado no Piauí.

## História
A Fazenda Tocaia pertenceu à Clemente Pires Ferreira. Em 2012, pertencia à família Gayoso.
O local possui uma relação com a Batalha do Jenipapo. Como era rota de fuga, acredita-se que as tropas do major João José da Cunha Fidié passaram por ali, no dia 13 de março de 1823, quando portugueses e piauienses se enfrentaram pela causa da independência do Brasil. Conta-se que soldados portugueses foram enterrados nas terras da fazenda.
Talvez por herança, Clemente Pires Ferreira tinha uma filha chamada Carolina Pires Ferreira que casou com João Henrique de Souza Gayoso e Almendra.

## Arquitetura
A casa sede da Fazenda Tocaia é uma edificação assobradada, com um mirante similar à um dormitório e planta arquitetônica no formato da letra "U". Sua construção é de alvenaria de pedra e adobe. A cobertura é irregular, feita de carnaúba corrida.
Os cômodos principais possuem piso de tabuado corrido, com alguns vãos de ventilação e não possuem aberturas para o exterior. Nos cômodos restantes, o revestimento é constituído de ladrilho de barro cozido e lajeado nos pisos externos. A distribuição dos aposentos segue a arquitetura tradicional  da época, com os cômodos  principais à frente e os secundários aos fundos.
A circulação dentro da edificação é feita através de um corredor que também possui uma escada para o acesso ao pavimento superior.
Possui um cômodo à esquerda da porta principal, com portas na frente, sugerindo que era de uso comercial.  Com a exploração da cera de carnaúba e com aumento da produção agrícola, era comum as casas de fazenda terem um cômodo para vendas no intuito de atender as necessidades de uma crescente população rural.
A varanda de refeições fica próxima à cozinha, similar à outras moradias rurais do Piauí.
No conjunto arquitetônico está também a casa do vaqueiro que foi unificada a casa sede, apesar de serem residências distintas. A casa do vaqueiro tem distribuição de cômodos similar à casa sede, porém com as dimensões menores e com planta em formato da letra "L".